# Trichocera parva
Trichocera parva är en tvåvingeart som beskrevs av Johann Wilhelm Meigen 1804. Trichocera parva ingår i släktet Trichocera och familjen vintermyggor. Inga underarter finns listade i Catalogue of Life.